# Isaac Cofie
Isaac Cofie (ur. 20 września 1991 w Akrze) – ghański piłkarz występujący na pozycji pomocnika w Sportingu Gijón. W swojej karierze grał w takich zespołach jak Genoa CFC, Torino FC, Piacenza, Sassuolo oraz Chievo. 11 września 2012 roku zadebiutował w reprezentacji Ghany podczas przegranego 0:2 towarzyskiego spotkania z Liberią.